# Paul de Schlözer
Paul de Schlözer ou Paweł Schlözer (1841 ou 1842 – 1898) est un pianiste et pédagogue polonais d'origine allemande. Il était peut-être aussi compositeur, mais les deux seules œuvres qui lui sont attribuées sont peut-être écrites par le compositeur polonais Moritz Moszkowski.

## Biographie
Très peu de choses sont connues concernant sa vie. Il est le pianiste accompagnateur de Pablo de Sarasate et de son propre frère, le violoniste Teodor (Fiodor) de Schlözer. En 1879, il enseigne à l'Institut de musique de Varsovie, où il succède à Juliusz Janotha. Ignacy Paderewski le mentionne dans ses lettres, parfois désobligeantes, usant de références telles que « Monsieur Paul » et « Pablito ». Autour de 1892, il est professeur au Conservatoire de Moscou, où le plus important de ses élèves est l'historien de la musique Leonid Sabaneyev. Le 3 février 1894, au Conservatoire, il donne la Sonate pour violoncelle de Chopin avec la violoncelliste tchèque Hanuš Wihan, alors en tournée.
Sa nièce, Tatiana Fiodorovna Schlözer est la seconde épouse d'Alexandre Scriabine. Son neveu, le frère de Tatiana, est le critique musical Boris de Schlœzer.

## Controverse
Il est inconnu en tant que compositeur, sauf pour les deux études pour piano, op. 1. L'affirmation faite dans des sources de référence – que Rachmaninov a utilisé comme son quotidien exercice d'échauffement – peut également ne pas être tout à fait exacte (une seule source fait référence à cette histoire comme une légende). Il y a plusieurs enregistrements facilement disponibles de l'étude, notamment par Jorge Bolet et Stephen Hough. L'enregistrement de 1941 d'Eileen Joyce est considéré comme non surpassé. Le premier enregistrement, est effectué dès 1907, par une élève de Liszt, Vera Timanova.
Certains historiens pensent que Schlözer n'est pas le compositeur de ces études. Compte tenu de leur virtuosité, il est très curieux qu'aucune autre œuvre de sa plume ne soit jamais apparu, ou pourquoi n'a-t-il pas lui-même reçu toute sorte de reconnaissance en tant que pianiste majeur. L'histoire raconte qu'elles ont été en fait composées par Moszkowski, qui a perdu le manuscrit lors d'une partie de cartes avec Schlözer, qui les a publiés de ses propres œuvres. Les similitudes entre l'étude n° 2 en la-bémol de Schlözer et la 11e des 15 Études de virtuosité, op. 72 de  Moszkowski, sont frappantes. Cependant, il est possible que ce soit ces similitudes elles-mêmes qui ont donné lieu à la légende selon laquelle les morceaux  de Schlözer ont été écrits par Moszkowski.